# Quantenschaum
Quantenschaum ist ein Begriff aus der Physik, der bildhaft beschreibt, was passiert, wenn man die zwei großen Theorien der Physik, die Quantenfeldtheorie und die allgemeine Relativitätstheorie, auf einem extrem kleinen Maßstab von 10−35 Metern (so genannte Planck-Länge) anwendet. Hier würden permanent kleine „Blasen“ in der Raumzeit entstehen und wieder zusammenfallen. John Archibald Wheeler gab diesem Phänomen 1955 den zuerst salopp gemeinten Namen Quantenschaum, der später Einzug in die Fachliteratur fand (engl. Quantum foam oder auch Spacetime foam).

## Hypothese
Quanteneffekte mischen die Raumzeit bei kleinen Abständen zu Quantenschaum auf. Aus der Sicht der Quantentheorie ist das Vakuum nicht leer, sondern angefüllt mit virtuellen Teilchen. Die Grundlage der Vorgänge im Quantenvakuum ist die Heisenbergsche Unschärferelation, insbesondere deren grundlegende Beziehung zwischen Energie {\displaystyle E} und Zeit {\displaystyle t}. Diese beiden Größen sind gemäß der nachstehenden Formel nicht gleichzeitig beliebig genau festgelegt:
{\displaystyle \Delta E\cdot \Delta t\geq {\frac {h}{4\pi }}={\frac {\hbar }{2}}},
wobei {\displaystyle h} die Planck-Konstante ist, und {\displaystyle \hbar ={h \over {2\pi }}}.
Diese Beziehung besagt, dass Teilchen der Energie {\displaystyle E} spontan entstehen können und für eine Zeit {\displaystyle \Delta t<\hbar /E} existieren, dann aber wieder verschwinden müssen.
Das kurzzeitige Entstehen virtueller Teilchenpaare, bestehend aus jeweils einem Materieteilchen und einem Antimaterieteilchen, nennt man Vakuumfluktuation. Die Heisenbergsche Unschärferelation gestattet dabei, dass für kurze Zeit der Energieerhaltungssatz verletzt wird. Für hinreichend kurze Zeiten können Teilchen mit beliebig großer Energie bzw. Masse ({\displaystyle m_{0}=E/c^{2}}) entstehen. Je größer die benötigte Energie, also je schwerer die Teilchenpaare sind, umso kürzer ist der Zeitraum ihrer Existenz. Denn nach der Quantentheorie kann sich das Universum in gewisser Weise Energie „borgen“. Je mehr Energie dabei geliehen wird, umso schneller muss sie „zurückgezahlt“ werden. Dies alles geschieht in zeitlichen Größenordnungen von 10−27 Sekunden. Die entstehenden und vergehenden Teilchen kann man bereits Quantenschaum nennen. Gemäß der allgemeinen Relativitätstheorie (ART) krümmen die Teilchenmassen jedoch auch die umgebende Raumzeit. Die Konsequenz für die Raumzeit wird manchmal mit dem Begriff Raumzeitschaum bezeichnet: Der Raum ist nicht mehr glatt und die Gleichungen der speziellen Relativität gelten nicht mehr.
Zur vollständigen Beschreibung des Phänomens wäre eine Quantengravitationstheorie nötig, die Quantentheorien und die allgemeine Relativitätstheorie vereint. Die hypothetische Schleifenquantengravitation beruht beispielsweise auf einem Spin-Schaum. Die sich bildenden „Blasen“ aus Quantenschaum könnten nach einer spekulativen Vorstellung der Quantenkosmologie ganze Mini-Universen sein, die sich in einer „Inflations-Ära“ zu großskaligen Makro-Universen aufblähen können. Die meisten dieser Blasen dürften jedoch „geplatzt“ sein: Es wird vermutet, dass nicht bei jeder die Inflationsphase starten könne.
Nachweise für die Existenz des Quantenschaums gibt es bisher allerdings nicht. Es wurde versucht, den Einfluss des Quantenschaums auf kosmische Gammastrahlung nachzuweisen. Dazu wurde die Gammastrahlung der Blazare Markarjan 421 und Markarjan 501 untersucht, es wurden jedoch keine Zeichen gefunden, die auf die Existenz des Quantenschaums hindeuten.